# Museo estatal de historia de Uzbekistán
El Museo estatal de historia de Uzbekistán anteriormente conocido como el Museo Nacional del Turquestán, fue fundado en 1876. Se encuentra en la ciudad de Taskent la capital del país asiático de Uzbekistán. Su colección abarca la arqueología, la historia, la numismática y la etnografía de Uzbekistán.

## Historia del museo y colección del museo
El Museo Estatal de Historia de Uzbekistán fue fundado el 12 de julio de 1876 como el Museo del Pueblo de Turkestán, establecido en Tashkent en 1876 por iniciativa de eruditos rusos, miembros de la rama de Turkestán de la Sociedad de Moscú de Amantes de la Historia Natural, Antropología y Etnografía. En poco tiempo desde su creación, el museo logró armar no solo su exposición principal, sino que también preparó y celebró una serie de exposiciones internacionales: en París (en 1900) y en Milán (en 1906). El museo también contribuyó a la apertura de museos en Samarcanda (1896) y Fergana (1899).
A partir de febrero de 1919, el museo pasó a ser conocido como el Museo Estatal de Turkestán, y más tarde recibió el nombre de Museo Principal de Asia Central.
Durante el siglo XX, el museo ha cambiado repetidamente de nombre y ubicación. Actualmente, el Museo Estatal de Historia de Uzbekistán está ubicado en un edificio en la Avenida Rashidov, que fue construido especialmente en 1970 para el Museo Lenin creado en Tashkent.